# Пора червоних яблук
Пора червоних яблук (рос. Пора красных яблок) — радянський художній фільм 1981 року, знятий на Свердловській кіностудії.

## Сюжет
Музична комедія за мотивами повісті Ахмедхана Абу-Бакара. «Удар папахою, і якщо вона встоїть на ногах, значить, пора видавати її заміж» — така дагестанська народна мудрість, згідно з якою вчиняє батько, підшукавши дочці нареченого. Але красуня кохає іншого…

## У ролях
- Неллі Волшанінова — Ісіда
- Андрій Гриневич — Кара-Будай
- Арташес Араратян — Мірза
- Неллі Ільїна-Гуцол — Ашура
- Євген Весник — Халіл
- Анатолій Єгоров — Чабка-Саїд
- Садих Гусейнов — Хасанбек
- Олександра Сорокоумова — Ай-Мисай
- Тамара Ісаєва — мати Кара-Будая
- Олег Ніколаєвський — дядько Ваня
- Тетяна Клюєва — Хадижа
- Алі Ісаєв-Аварський — Ескандер
- Самір Касумов — епізод

## Знімальна група
- Режисер — Олег Ніколаєвський
- Сценаристи — Анатолій Ейрамджан, Ахмедхан Абу-Бакар
- Оператор — Ігор Лукшин
- Композитор — Мурад Кажлаєв
- Художник — Борис Добровольський